# Observatorio del Monte Lemmon
El observatorio del Monte Lemmon, también conocido como el observatorio infrarrojo Monte Lemmon, es un observatorio astronómico situado en el monte Lemmon en las Sierra de Santa Catalina aproximadamente a unos 28 km al noreste de Tucson, Arizona, Estados Unidos. Las instalaciones se encuentran en el Bosque Nacional Coronado y cuentan con un permiso especial del Servicio Forestal de los Estados Unidos, otorgado  al Observatorio Steward de la Universidad de Arizona, comprendiendo también una serie de telescopios que son operados de forma independiente.

## Historia
El observatorio fue inaugurado en 1954 como "Estación de la Fuerza Aérea Monte Lemmon", una instalación de radar del Comando de Defensa Aérea. Pero, luego de su traspaso al Observatorio Steward en 1970, el sitio se convirtió en un observatorio infrarrojo. Hasta el año 2003, una torre de radar operada desde Fort Huachuca se utilizó para realizar el seguimiento de lanzamientos desde el Campo de Misiles de Arenas Blancas, en Nuevo México y de la Base Vandenberg de la Fuerza Aérea en California.

## Telescopios

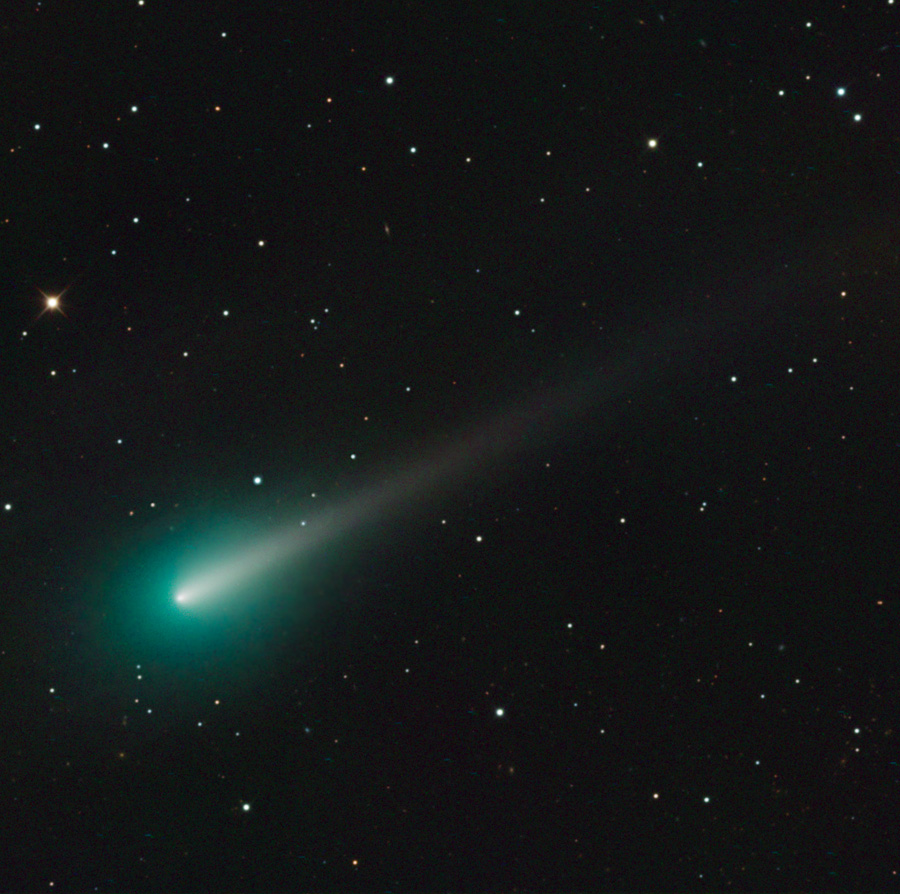
Cometa ISON (C/2012 S1) como se vio el
desde una cámara CCD Schulman (grabado con STX-16803)

- El telescopio del observatorio Steward de 1,52 m es un reflector Cassegrain utilizado por el proyecto de investigación Mount Lemmon Survey (MLS), que forma parte del Catalina Sky Survey (CSS). Este telescopio fue construido a finales de 1960 y primero estuvo instalado en la estación de Catalina del Monte Bigelow, en las montañas de Santa Catalina. El traslado al Monte Lemmon fue en 1972, y luego reubicado en su emplazamiento actual en 1975. Su espejo primario de metal se fabricó mal y fue reemplazado en 1977 por un espejo de cristal. Este es uno de los telescopios utilizado por los estudiantes de astronomía, y con él se descubrió el (367789) 2011 AG5, un asteroide que alcanzó 1 en la escala de Turín.
- El telescopio óptico de 1,52 m de infrarrojo cercano Dahl-Kirkham comenzó a funcionar en 1970, y es el único instrumento de observación perteneciente a la Universidad de Minnesota (UMN). Tiene el mismo diseño general que el telescopio Steward, así como otro similar ubicado en San Pedro Mártir, Baja California, México. El espejo de metal original tuvo un pobre desempeño, por lo que debió ser reemplazado por un espejo Cer-Vit en 1974. La Universidad de California, San Diego, fue inicialmente socia de la UMN en la operación de este telescopio.
- Un telescopio reflector de 1.02 m de diseño inusual Pressman-Camichel es utilizado por la CSS para proporcionar seguimientos automatizados de las observaciones objetos cercanos a la tierra que han sido recientemente descubiertos. Este telescopio también se encontraba originalmente en la estación de Catalina y fue trasladado al Monte Lemmon en 1975. Allí fue restaurado completamente en 2008 y colocado en una nueva cúpula en el 2009, antes de integrarse a las operaciones de la CSS.
- Un telescopio robótico de 1,0 m puesto en funcionamiento en 2003, siendo el único instrumento del Monte Lemmon operado por el Instituto de Astronomía y Ciencias del Espacio de Corea.
- El telescopio Schulman de 0,81 m, es un reflector Ritchey-Chrétien construido por RC Optical Systems que entró en operaciones en septiembre de 2010, el cual es operado por Monte Lemmon SkyCenter, siendo el mayor observatorio público de Arizona.
- Un telescopio reflector de 0,7 m instalado en 1963 en la antigua estación de Catalina, el cual fue trasladado a Monte Lemmon en 1972.
- Un telescopio reflector de 0,6 m Ritchey-Chrétien, construido por RC Optical Systems y operado también por Monte Lemmon SkyCenter.
- Un telescopio de 0,5 m, donado por John Jamieson a la Universidad de Arizona en 1999, el cual está optimizado para observación en infrarrojo cercano y es operado por Monte Lemmon SkyCenter.